# Farnobius
Farnobius (4. století? – podzim 377) byl germánský vůdce jednoho z kmenů Greutungů a pravděpodobně optimát, který vedl před Huny prchající Greutungy z Dácie na jih ve snaze najít útočiště na území Římské říše.

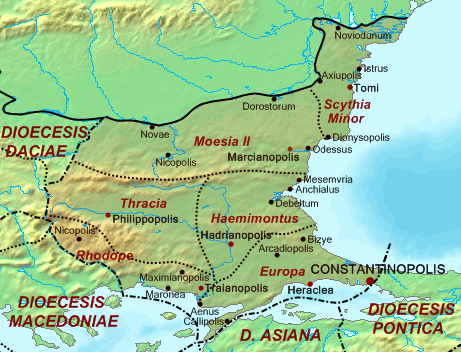
Mapa Thrákie a Moesie, území kam Gótové prchali před Huny

V roce 375 na území Dácie dorazili kočovní Hunové, které se nepodařilo zastavit. Greutungové mladého krále Videricha pod vedením Farnobia začali ustupovat na jih k Dunaji a následně do Moesie na území Římské říše. Stejně tak učinili i Vizigóti vedení Alavivem a Fritigernem. Vizigótům bylo jejich žádosti o vstup na území Římské říše vyhověno. Východořímským císařem Valensem byli usídleni v Thrákii jako foederati. Vizigótů bylo kolem dvě stě tisíc, a protože potravin bylo málo, tak mezi nimi vypukl hladomor. Následně kvůli hladomoru nebylo vyhověno žádosti o vstup na území Římské říše koalici Greutungů vedené Farnobiem a regenty Alatheem a Saphraxem, proto vyčkávali na severním břehu Dunaje. Když římská ostraha hranic polevila ve své ostražitosti, Greutungové toho využívali a postupně se přeplavili přes Dunaj do Moezie. Při překonávání řeky mnoho Greutungů utonulo. V roce 376 vypukla mezi Góty válka. Farnobius se od koalice Greutungů odtrhl a pokračoval v boji nezávisle na zbytku koalice.
Farnobiův kmen se připojil ke skupině kmene Taifálů a s nimi pokračovali v ničení Dolní Moesie. V roce 377 Farnobius zaútočil a dobyl římské castrum v Beroea, která byla pod ochranou magister milita Frigerida. Frigeridus byl nucen ustoupit a následně odejít do Ilýrika, kde se mu podařilo získat posily k tomu, aby se vrátil zpět do Thrákie. Když jeho vojska postupovala přes hory zpět do Thrákie, tak překvapili kmen Farnobia, který se pokoušel překročit stejné hory. V bitvě, která následovala, byl Farnobius zabit a jeho kmen padl do zajetí.
Po Farnobiově porážce a smrti byl jeho kmen deportován do Římské říše, aby doplnil populaci Apeninského poloostrova.